# Szafranki (województwo mazowieckie)
Szafranki – wieś sołecka w Polsce położona w województwie mazowieckim, w powiecie ostrołęckim, w gminie Łyse. Leżą nad Szkwą dopływem Narwi.
| SIMC    | Nazwa       | Rodzaj    |
| ------- | ----------- | --------- |
| 0513840 | Chaberek    | część wsi |
| 0513857 | Duże Sztuki | część wsi |
| 0513863 | Kamrudka    | część wsi |
| 0513870 | Pod Sól     | część wsi |
| 0513886 | Podczarnia  | część wsi |
| 0513892 | Stara Wieś  | część wsi |
| 0513900 | Staw        | część wsi |

Wierni Kościoła rzymskokatolickiego należą do parafii Najświętszego Serca Jezusowego w Lipnikach.

## Historia
W latach 1921–1939 wieś leżała w województwie białostockim, w powiecie kolneńskim (od 1932 w powiecie ostrołęckim), w gminie Łyse.
Według Powszechnego Spisu Ludności z 1921 roku zamieszkiwało tu 445 osób w 77 budynkach mieszkalnych. Miejscowość należała do parafii rzymskokatolickiej w m. Lipniki. Podlegała pod Sąd Grodzki w Kolnie i Okręgowy w Łomży; właściwy urząd pocztowy mieścił się w m. Łyse.
W wyniku agresji Niemiec we wrześniu 1939, miejscowość została przyłączona do III Rzeszy i znalazła się w strukturach Landkreis Scharfenwiese (ostrołęcki) w rejencji ciechanowskiej (Regierungsbezirk Zichenau) Prus Wschodnich.
W latach 1975–1998 wieś administracyjnie należała do województwa ostrołęckiego.